# Caecum plicatum
Caecum plicatum är en snäckart som beskrevs av Carpenter 1858. Caecum plicatum ingår i släktet Caecum och familjen Caecidae. Inga underarter finns listade i Catalogue of Life.